# Abel Meeropol
Abel Meeropol (10 de fevereiro de 1903 - 30 de outubro de 1986) foi um escritor e compositor americano, mais conhecido por seu pseudônimo Lewis Allan.

## Biografia
Inspirado na morte de Thomas Shipp e Abram Smith, Meeropol escreveu o poema "Strange Fruit", contra a violência racial nos Estados Unidos, que ele subsequentemente musicou. As melhores gravações e performances conhecidas da música são as de Billie Holiday e Josh White. Embora a letra nunca mencione a palavra 'linchamento', a metáfora é dolorosamente clara. 
Bllie Holiday (ou o seu ghost-writer) escreveu em Lady Sings the Blues, que ela compusera a melodia para a letra em parceria com Meeropol e Sonny White, mas na verdade Meeropol foi o único compositor, tanto da letra, como da melodia desse apelo pelos direitos civis.
Meeropol foi o criador de numerosos poemas e canções inclusive o sucesso nas vozes de Frank Sinatra e Josh White The House I Live In e o libreto da ópera de Robert Kurka, The Good Soldier Schweik.
Lecionava no DeWitt Clinton High School, no Bronx, e, como muitos professores na sua época, era um ardente mas secreto comunista. Escolheu o pseudônimo 'Lewis Allan' em memória de seus dois filhos natimortos.
Posteriormente, em 1957, Abel Meeropol e sua esposa Anne adotaram Michael e Robert, os dois filhos de Julius e Ethel Rosenberg, após a execução de ambos. Os meninos passaram a ter o sobrenome Meeropol.
De acordo com Robert Meeropol, "Strange Fruit", "The House I Live In" e o sucesso de Peggy Lee "Apples, Peaches and Cherries" garantiram muito da receita familiar em função dos royalties. A última canção especialmente após ter sido traduzida para o francês por Sacha Distel (cantor folk francês e ex-namorado de Brigitte Bardot). A versão francesa, "Scoubidou", atingiu o topo das paradas e ainda hoje garante aos irmãos royalties; todavia, estes só passaram a ser creditados depois de um processo movido por Abel Meeropol contra Distel em função da infrigência de direitos autorais.
Meeropol faleceu em 30 de outubro de 1986 na Jewish Nursing Home em Longmeadow, Massachusetts.